# Bâtiments canoniaux de Strasbourg
Les bâtiments canoniaux de Strasbourg sont un ensemble de trois bâtiments entourant le cloître de l'église protestante Saint-Pierre-le-Jeune de Strasbourg, dans le département français du Bas-Rhin.

## Localisation
Un bâtiment est situé rue de la Nuée-Bleue, un second au no 8 quai Kellermann et le dernier aux no 2, 4 et 6 rue Saint-Pierre-le-Jeune à Strasbourg.

## Historique
Ils sont d'époque médiévale et ont été partiellement refaçonnés dans le dernier quart du XIXe siècle.

Ils ont fait l'objet d'une inscription au titre des monuments historiques en 1999.

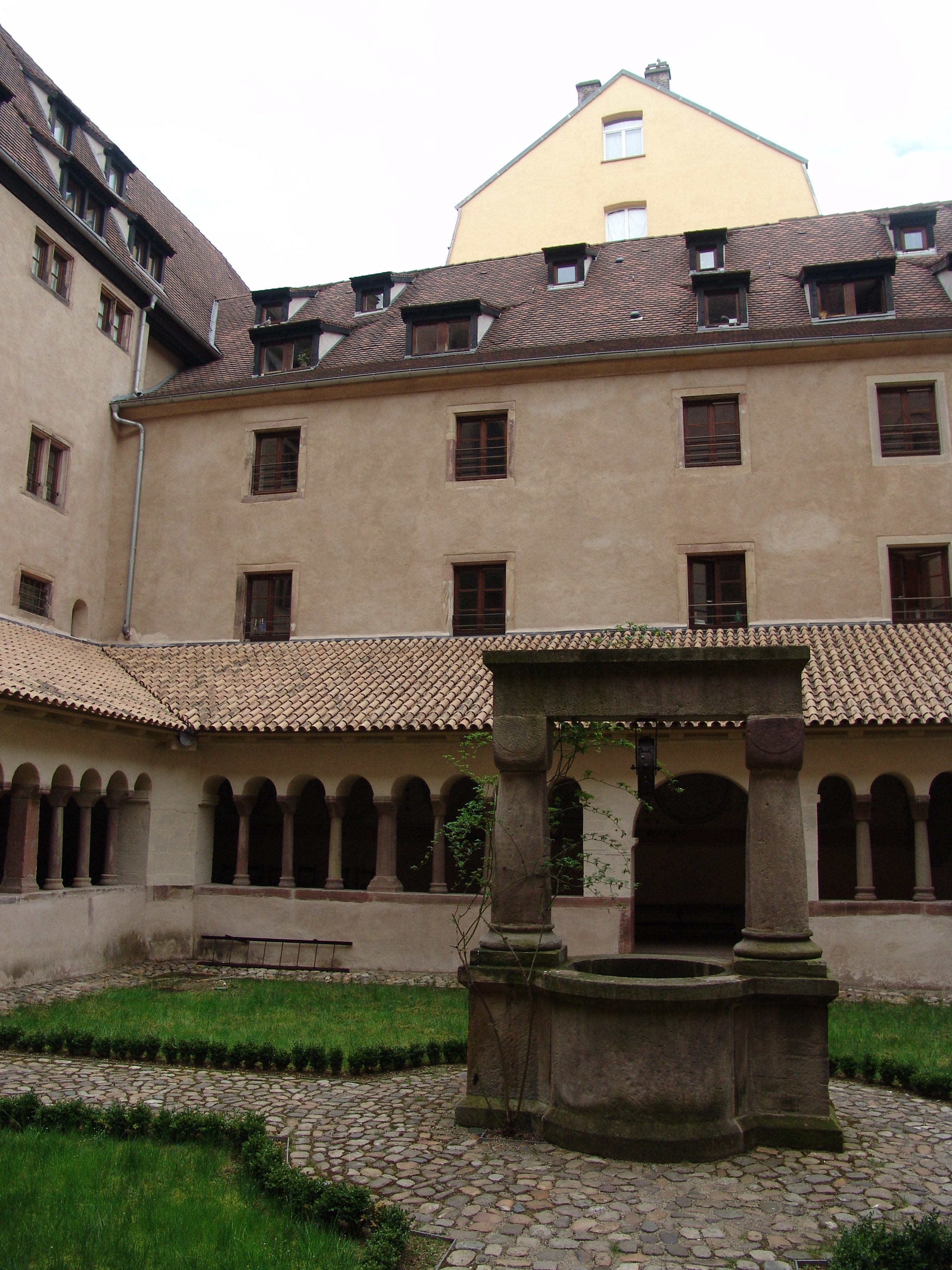
Le pignon arrière du bâtiment quai Kellermann vu depuis le cloître de Saint-Pierre le Jeune protestante.